# Anse Patate (Le Gosier)
Ne doit pas être confondu avec Anse Patate.
Pour les articles homonymes, voir Patate.
Anse Patate est une baie de Guadeloupe entre Le Gosier et Sainte-Anne.
Elle est bordée par l'Anse à Jacques et par la pointe Lariette. 

## Notes et références

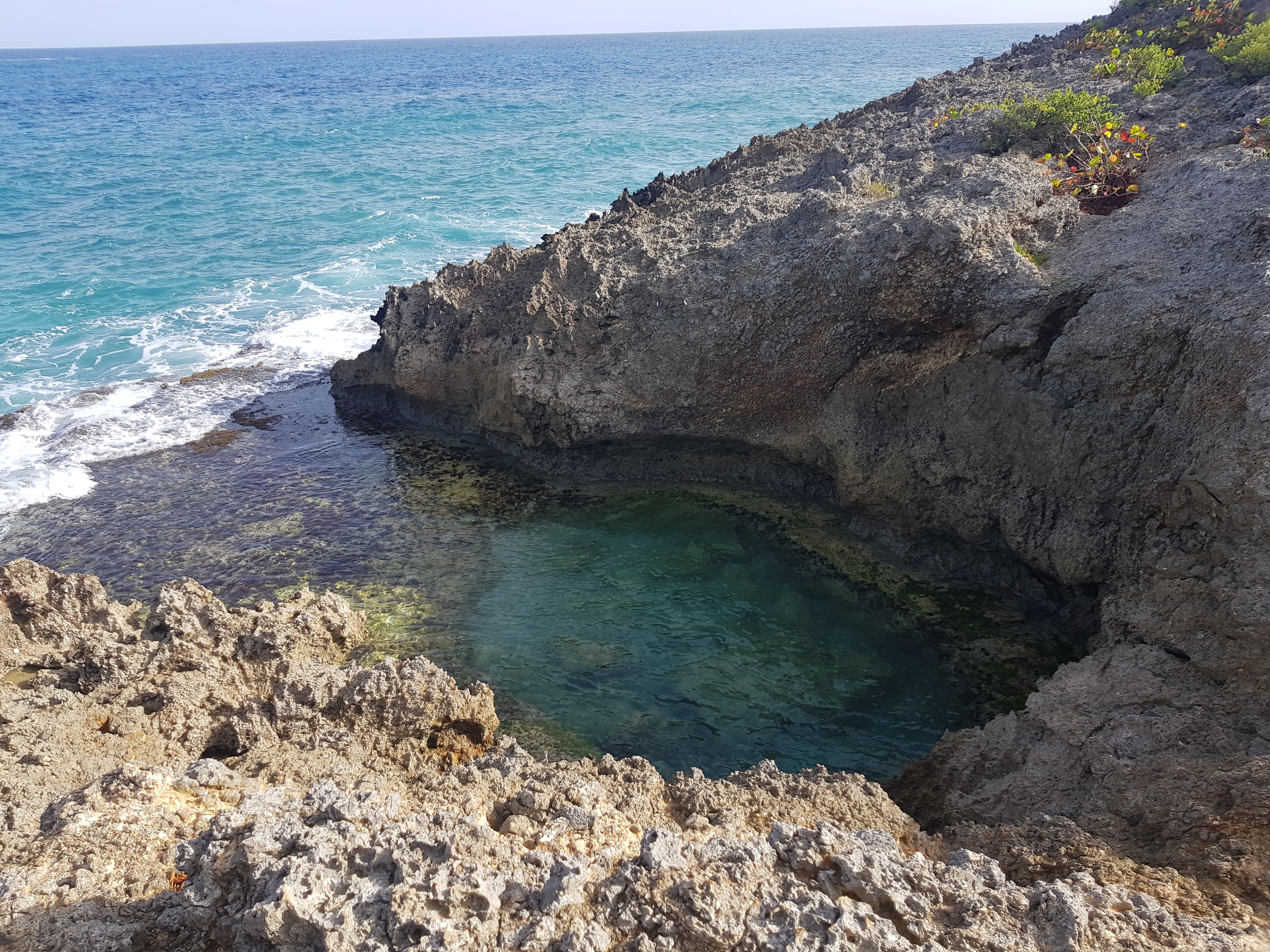
Le Trou à Guimbo, près de l'anse Patate
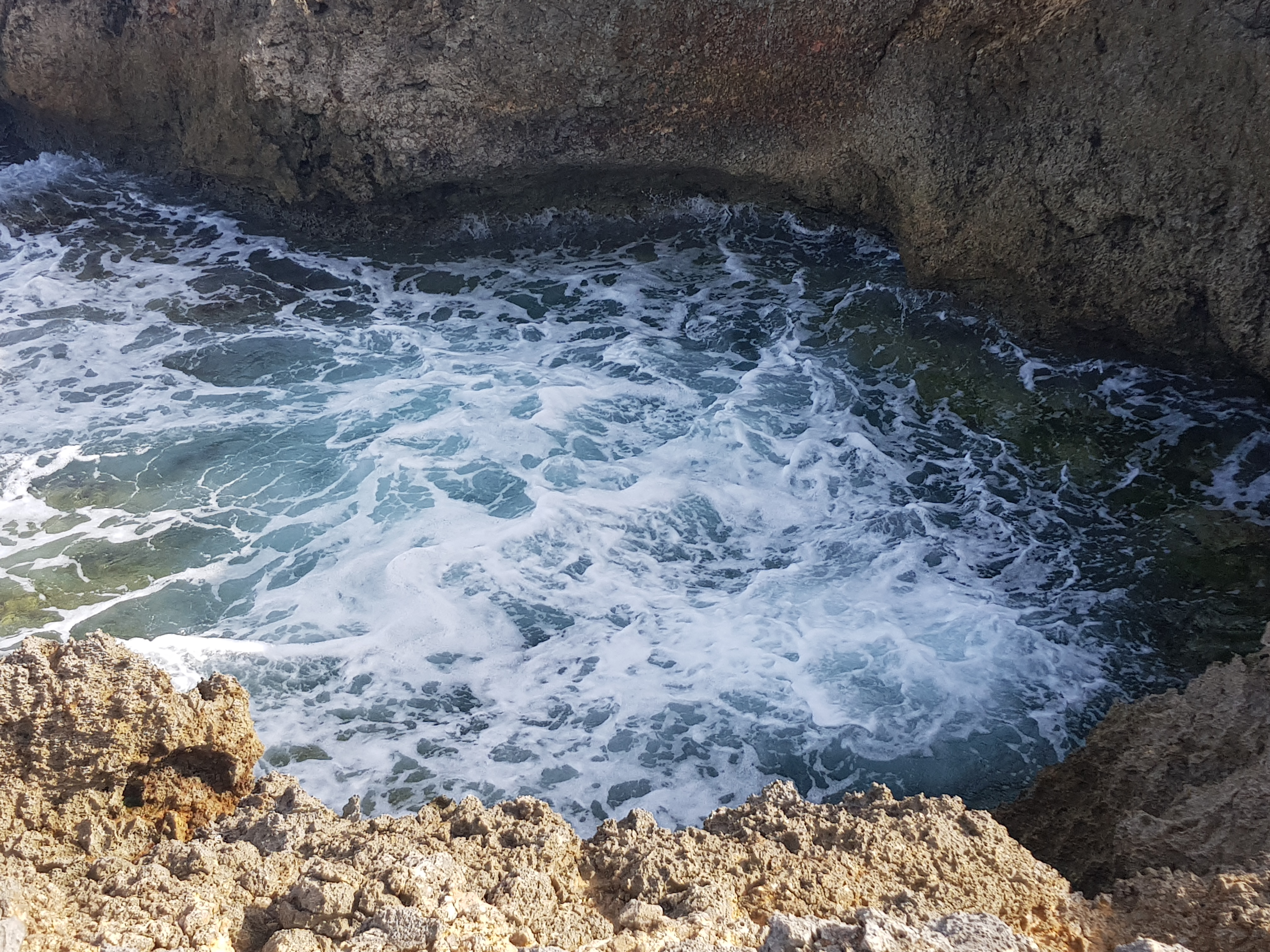
Le Trou à Guimbo